# تمار سلي
تمار سلي (بالإنجليزية: Tamar Slay) مواليد 2 أبريل 1980 في بيكلي، هو لاعب كرة سلة أمريكي سابق بدأ مسيرته الاحترافية في سنة 2002. تم اختياره من قبل فريق بروكلين نتس خلال الدرافت. يبلغ طوله 6 قدم 8 بوصة (2.0 م). اعتزل اللعب في 2014.

## المسيرة الاحترافية
لعب مع بروكلين نتس من سنة 2002 إلى 2004، ثم لعب مع شارلوت هورنتس في سنة 2004، ثم لعب مع أورلاندينا باسكيت في الدوري الإيطالي في موسم 2007–2008، ثم لعب مع إس إس فليتشي سكاندون في موسم 2008–2009، ثم لعب مع بستويا باسكت 2000 في موسم 2009–2010، ثم لعب مع رير فينيزيا مستري من سنة 2010 إلى 2012، ثم لعب مع سوتور باسكت مونتيجرانارو في موسم 2012–2013.

## روابط خارجية
- تمار سلي على موقع إن بي أي (الإنجليزية)
- تمار سلي على موقع سبورتس رفرنس (الإنجليزية)
- تمار سلي على موقع كرة السلة الأوروبية.كوم (الإنجليزية)
- تمار سلي على موقع كلية كرة السلة في سبورتس رفرنس.كوم (الإنجليزية)
- تمار سلي على موقع ريلجم (الإنجليزية)
- تمار سلي على موقع بروبوليرز (الإنجليزية)
- تمار سلي على موقع سبورتس رفرنس (الإنجليزية)
- تمار سلي على موقع سبورتس رفرنس (الإنجليزية)